# Badminton 1912
Höhepunkte des Badmintonjahres 1912 waren die All England vom 28. Februar bis zum 2. März, die Irish Open, die Scottish Open und die French Open am 21. und 22. Dezember. Der Engländer George Alan Thomas ist dort sowohl im Herren-Einzel als auch im Herren- und im Mixed-Doppel erfolgreich.
==Internationale Veranstaltungen ==
| Veranstaltung | Herreneinzel       | Dameneinzel             | Herrendoppel                              | Damendoppel                             | Mixed                                     |
| ------------- | ------------------ | ----------------------- | ----------------------------------------- | --------------------------------------- | ----------------------------------------- |
| All England   | Frank Chesterton   | Margaret Rivers Tragett | Henry Norman Marrett George Alan Thomas   | Alice Gowenlock Dorothy Cundall         | Edward Hawthorn Hazel Hogarth             |
| French Open   | George Alan Thomas | Lavinia Clara Radeglia  | George Alan Thomas H. A. Gardner          | Lavinia Clara Radeglia Cécile Ropert    | George Alan Thomas Lavinia Clara Radeglia |
| Irish Open    | Guy Sautter        | -                       | Guy Sautter George Alan Thomas            | Lavinia Clara Radeglia Margaret Tragett | George Alan Thomas Margaret Tragett       |
| Scottish Open | George Alan Thomas | -                       | George Alan Thomas Stewart Marsden Massey | V. I. Todd H. C. A. Longmuir            | Guy Sautter D. B. Drinkwater              |

## Terminkalender
| Veranstaltung                        | Ort       | Datum                            | Bemerkung |
| ------------------------------------ | --------- | -------------------------------- | --------- |
| Scottish Open & Closed Championships | Edinburgh | Januar 1912                      |           |
| All England                          | London    | 27. Februar bis zum 3. März 1912 |           |
| French Open                          | Dieppe    | 21. bis zum 22. Dezember 1912    |           |
| Hampshire Championships              |           | 1912                             |           |
| Irische Meisterschaft                |           | 1912                             |           |
| Irish Open                           |           | 1912                             |           |
| London Championships                 |           | 1912                             |           |
| London League                        |           | 1912                             |           |
| Middlesex Championships              |           | 1912                             |           |
| North London Championships           |           | 1912                             |           |
| Northern Championships               |           | 1912                             |           |
| South of England Championships       |           | 1912                             |           |
| Surrey Championships                 |           | 1912                             |           |
| West Hants Championships             |           | 1912                             |           |